# سيساش
مقاطعة سيساش هي واحدة من خمس مقاطعات في كانتون بازل الريف السويسري الناطق بالألمانية إلى حد كبير. يبلغ عدد سكانها 34٬176 حتى 31 ديسمبر 2012. تحتل المقاطعة الجزء الغربي من مدينة بازل على الحدود مع كانتونات كانتون أرغاو وسولوتورن المجاورة. عاصمتها مدينة سيساش.